# Katalog Henryja Draperja
Katalog Henryja Draperja (HD) je astronomski zvezdni katalog, ki je bil objavljen med letoma 1918 in 1924. Katalog podaja spektroskopsko klasifikacijo 225.300 zvezdam; kasneje ga je razširil nov katalog Razširitev Kataloga Henryja Draperja (HDE), ki je bil objavljen med letoma 1925 in 1936. Podal je klasifikacije za še 46.850 zvezd. Kasneje je izšel še nov katalog Karte Razširitve Kataloga Henryja Draperja (HDEC), ki je bil objavljen med letoma 1937 in 1949 v obliki kart. Najnovejši katalog je dal klasifikacijo še 89.933 zvezdam. Skupno je bilo do avgusta 2017 razvrščenih 359.083 zvezd.
Katalog HD je poimenovan po Henryju Draperju, amaterskemu astronomu. Pokriva celo nebo do navidezne fotografske magnitude 9; razširitve so dodale temnejše zvezde na določenih območjih neba. Sestava Kataloga Henryja Draperja je bil del začetnih prizadevanj klasificirati najsvetlejše zvezde in njihove spektre. Njegove kataložne številke se pogosto uporabljajo za označevanje in določanje zvezd.

## Zgodovina
Začetki Kataloga Henryja Draperja segajo daleč v najzgodnejše raziskave zvezdnih spektrov. Henry Draper je prvi naredil fotografijo spektra zvezde, ki je kazala ločene spektralne črte. Fotografiral je Vego leta 1872. Pred svojo smrtjo leta 1882 je posnel še več sto slik zvezdnega spektra. Leta 1885 je Edward Pickering začel nadzorovati fotografsko spektroskopijo na Observatoriju kolidža Harvard z uporabo objektivne prizme. Leta 1886 se je Draperjeva vdova Mary Anne Palmer Draper začela zanimati za Pickeringove raziskave in se je strinjala, da ji dajo ime po Henryju Draperju. Pickering in njegovi sodelavci so začeli pregled neba z objektivno prizmo, nato pa so jih še razvrstili v spektre.
| Secchi | Draper              | Opomba                                |
| ------ | ------------------- | ------------------------------------- |
| I      | A, B, C, D          | Prevladujoče vodikove črte            |
| II     | E, F, G, H, I, K, L |                                       |
| III    | M                   |                                       |
| IV     | N                   | Se ne pojavi v katalogu               |
| —      | O                   | Spekter Wolf–Rayeta s svetlimi črtami |
| —      | P                   | Planetarne meglice                    |
| —      | Q                   | Ostali spektri                        |

## Dostopnost in uporaba
Zvezde, ki so v glavnem delu kataloga, so srednje magnitude, do približno 9m (okoli ⁠1/15⁠ toliko svetle, kot najtemnejše zvezde, ki se jih še vidi s prostim očesom). Razširitev vsebuje zvezde, ki so temne tudi do 11. magnitude, toda so le izbrane na določenih področjih neba. Zvezde v originalnem katalogu so oštevilčene od 1 do 225300 (s predpono HD) in so oštevilčene po naraščajoči rektascenziji za epoho 1900.0. Zvezde v prvi razširitvi so oštevilčene od 225301 do 272150 (predpona HDE), zvezde s kart razširitve pa so oštevilčene od 272151 do 359083 (predpona HDEC). Toda ker je številčenje zvezno skozi vse kataloge, se lahko povsod uporablja le predpona HD, ne glede na to, če je to razširitev. Veliko zvezd se privzeto definira z njihovimi HD številkami.
Katalog Henryja Draperja in Razširitve so bili dostopni v NASI-nem Astronomskem podatkovnem centru, kot del njihovih CD-ROM astronomskih katalogov. Trenutno so Katalog in Razširitve objavljeni v servisu VizieR ustanove Centre de Données astronomiques (francosko za "Astronomski podatkovni center") v Strasbourgu pod kataložno številko III/135A. Zaradi njihovega formata, je bilo Karte Razširitve Kataloga Henryja Draperja zelo težko spraviti v strojno berljiv format, a tudi to so Nesterov, Röser in sodelavci opravili leta 1995. Sedaj so karte objavljene v VizieR pod številko III/182.